# Дубровка (Демидовский район)
Дубровка — деревня в Смоленской области России, в Демидовском районе. Расположена в северо-восточной части области в 12 км к юго-западу от Демидова, в 2 км к северу от автодороги Р130 Демидов — Рудня.
Население — 307 жителей (2007 год). Административный центр Дубровского сельского поселения.

## Экономика
Средняя школа, детский сад, почта, СПК им. Кутасова, цех молочнопереработки, дом культуры.